# Les Casetes de l'Àngel
Les Casetes de l'Àngel és un conjunt de dos edificis rectangulars de Lloret de Mar (Selva). Són de petites dimensions, d'una sola planta i coberta de doble vessant a laterals situats un a cada costat del camí que porta a Sant Pere del Bosc, passat el turó de Ses Pedres Lluïdores. Són dos edificis que formen part de l'Inventari del Patrimoni Arquitectònic de Catalunya.

## Descripció
Pel que fa a la caseta de la dreta del camí, pujant a Sant Pere, consta d'un sòcol emergent d'un metre d'alçada. Aquesta part presenta dues franges de frisos de ceràmica pintada, a la part baixa i a la part alta, amb motius vegetals i d'àguiles. A la façana nord hi ha un antic accés a la llinda del qual hi ha la data de 1901 i les inicials de Nicolau Font relligades com si fossin motius vegetals. A les cantonades i a la façana principal hi ha unes pilastres poc emergents que ressalten els volums. Aquesta façana principal està formada per una porta d'arc apuntat amb decoració floral, dues espitlleres i una finestra d'òcul.
Les façanes es divideixen en dues parts, la d'habitació i la de teulada. Estan pintades de colors diferents. La part baixa és arrebossada i pintada de color rosat a imitació de grans blocs de pedra a baix i morat i llis a dalt. Les finestres i obertures, una per banda, estan tapades per evitar l'accés públic destructiu. A les zones dels capitells de les pilastres hi ha esgrafiats amb decoració vegetal.
Al part de la teulada, molt apuntada, destaca sobretot per les mènsules i l'emergència del sostre, que és l'element més visible de l'edifici. Entre cadascuna de les 40 mènsules de ferro forjat hi ha plafons quadrats amb decoració vegetal. La teulada, de teula vidriada, és de peces planes i petites de colors blau i grana. A la cresta de la teulada hi ha una filera metàl·lica de decoració vegetal (fulles). La teulada també inclou una prima xemeneia.
Quant a la caseta de l'esquerra del camí, pujant a Sant Pere, està més malmès que l'anterior. També té la coberta de doble vessant a laterals, però té un adossat a la part posterior amb coberta d'un vessant. La façana principal destaca per les motllures en forma de dos arcs de mig punt, tres pilastres i timpà superior amb òcul i per les mènsules de ferro del teulat emergent. Les teules són de rajola plana.

## Història
Aquests edificis, construïts al tombant de segle XX (1901), estan relacionats amb la posterior construcció del monument de l'Àngel, situat a pocs metres d'aquí. Funcionaven com a refugis per a peregrins (casetes de sopluig i repòs dels caminants) i com a estances pels caps dels treballadors de les obres del monument de l'Àngel. A la llinda d'una antiga porta lateral hi ha les inicials N.F. (Nicolau Font) i data de 1901.